# Hôtel-Dieu de Québec

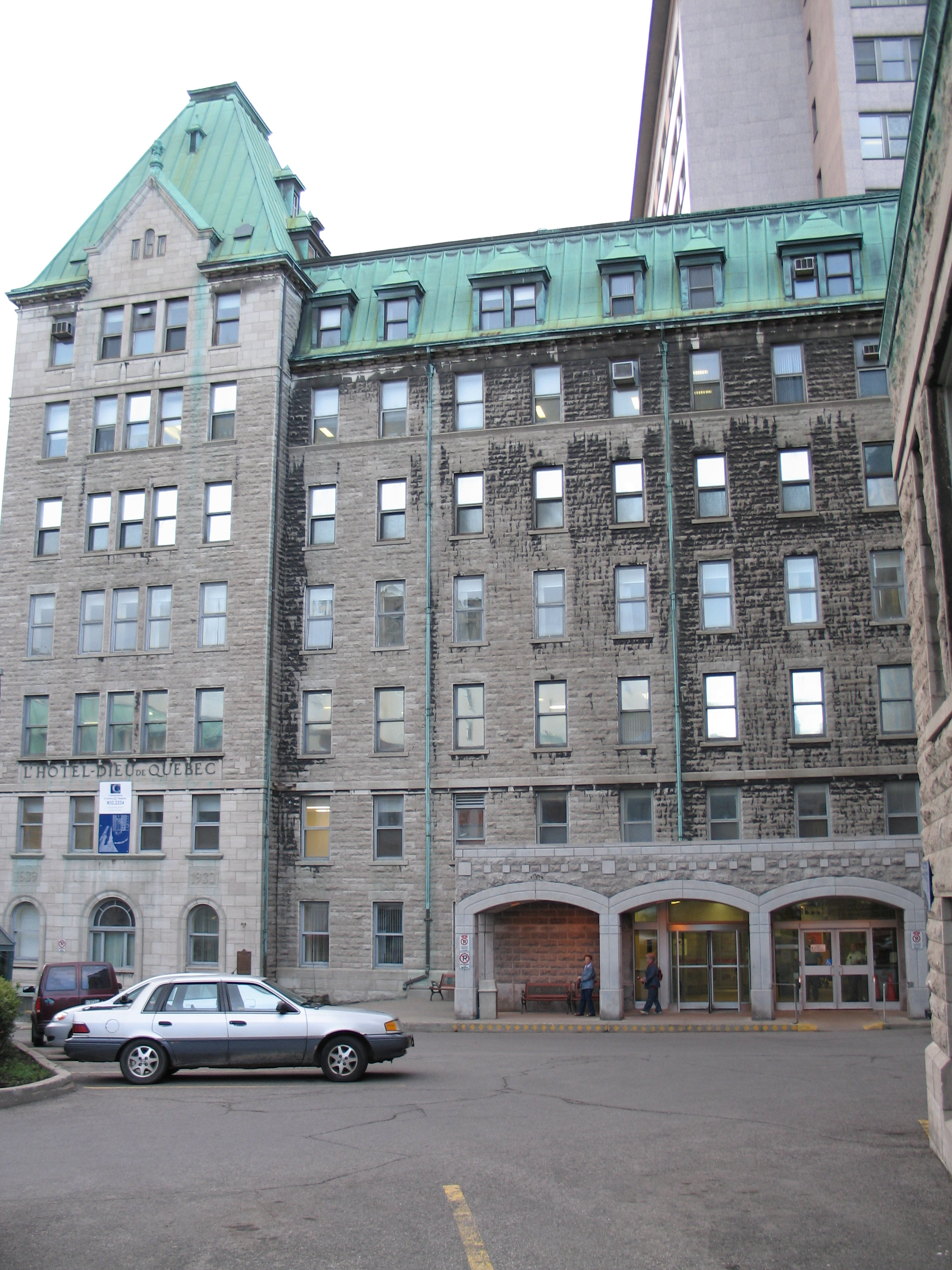
Hôtel-Dieu de Québec, 2007

Das Hôtel-Dieu de Québec ist ein in Québec gelegenes Lehrkrankenhaus der Universität Laval. Es wurde 1639 von den Augustines de la Miséricorde de Jésus (Kanonissen) gegründet und ist damit das älteste Krankenhaus Nordamerikas nördlich von Mexiko. Es gehört seit 1936 zu den National Historic Sites of Canada. Das Krankenhaus ist dem Verbund Centre hospitalier universitaire de Québec angeschlossen.

## Nachweise
1. ↑  Canada's historic places

Koordinaten: 46° 48′ 54,8″ N, 71° 12′ 38,3″ W